# Associazione dei centri di ricerca e sviluppo internazionali per l'agricoltura
La Association of International Research and Development Centers for Agriculture (AIRCA= Associazione dei Centri di Ricerca e Sviluppo internazionali per l'Agricoltura) è stata costituita a Punta del Este, Uruguay, il 30 ottobre 2012 durante la seconda Conferenza sulla Ricerca agricola per lo Sviluppo.
I membri fondatori sono stati i nove centri internazionali di ricerca e sviluppo per lo sviluppo. Uno degli obiettivi dell'AIRCA è quello di coordinare le ricerche allo scopo di promuovere prospettive salutari, sostenibili, attente ai problemi climatici e promuovere il raggiungimento del Primo degli Obiettivi di sviluppo del Millennio: eliminare la povertà estrema e la fame.
L'AIRCA è stata oggetto di critica perché apparentemente duplica gli sforzi e gli obiettivi del CGIAR, ma i proponenti mettono l'accento sul fatto che mentre il CGIAR è centrato sulla ricerca, l'AIRCA enfatizza la comunicazione per lo sviluppo, la disseminazione e la messa in pratica dei risultati della ricerca.
Nel mese di ottobre 2013, l'AIRCA ha pubblicato un libro bianco dal titolo "Transforming Rural Livelihoods and Landscapes" (La trasformazione delle prospettive e degli insediamenti rurali) che illustra la forma in cui i nove centri congiungano i propri sforzi per raggiungere dei cambi effettivi a livello delle prospettive e del benessere a lungo termine dei piccoli agricoltori.

## Membri
A far data dal luglio 2014, i membri dell'AIRCA sono i seguenti:
- World Vegetable Center (AVRDC) - in precedenza "Asian Vegetable Research and Development Center"
- CAB International (CABI) - in precedenza "Commonwealth Agricultural Bureaux"
- Centro Agronómico Tropical de Investigación y Enseñanza (CATIE)
- Crops For the Future Research Centre (CFFRC)
- International Center for Biosaline Agriculture (ICBA)
- International Centre for Integrated Mountain Development (ICIMOD)
- International Centre of Insect Physiology and Ecology (ICIPE)
- International Fertilizer Development Center (IFDC)
- International Network for Bamboo and Rattan (INBAR)